# Оболенский, Андрей Сергеевич
Князь Андре́й Серге́евич Оболе́нский (10 октября 1923, Самара — 20 февраля 2017, Москва) — российский общественный деятель, предводитель Российского дворянского собрания в 2002—2008 годах.

## Биография
Потомок древнего русского аристократического рода князей Оболенских. По прямой мужской линии представитель 32 поколения Рюриковичей.
Единственный сын Штабс-ротмистра Русской Императорской армии князя Сергея Андреевича Оболенского (1889—1942) от брака с Лидией Ивановной Межевых.
В 1941 году в начале Великой Отечественной войны 1941—1945 гг. принимал участие в строительстве укреплений на дальних подступах к Москве под Рославлем.
В 1944—1945 годах — курсант Ленинградского военно-инженерного училища.
В 1948 году окончил факультет нефтепромысловых машин Московского нефтяного института. Инженер-механик.
В 1948—1958 годах работал в буровых партиях Запсибнефтегеологии и аппаратах Министерства геологии и Министерства нефтяной промышленности.
В 1954—1958 годах главный инженер МТС в г. Идрица Псковской области.
В 1959—1986 годах работал во ВНИИ подъемно-транспортного машиностроения, в котором последовательно занимал должности заведующего группой, заведующего отделом, заместителем директора по научной работе.
Имеет более 50 научных публикаций.
С начала 1990-х годов принимал участие в работе российских дворянских и монархических организаций. С 1995 года действительный член Российского и Московского дворянских собраний. В 2002 году избран Предводителем Российского Дворянского Собрания. Занимал этот пост вплоть до своей добровольной отставки из-за состояния здоровья в 2008 году, после чего на его место был избран князь Григорий Григорьевич Гагарин.
Активно контактировал с монархическим и аристократическом движением разных стран и встречался с главами многих европейский королевских домов.
В 2005 году Главой Российского Императорского Дома Великой Княгиней Марией Владимировной назначен членом Совета Кавалерской думы Императорского Ордена Святой Анны.
Делегат (глава) Российской национальной делегации кавалеров Ордена Святых Маврикия и Лазаря.
Скончался на 94-м году жизни 20 февраля 2017 года.

## Семья
Женат на Евгении Алексеевне Матусевич (1923—?). Сын — Юрий Андреевич Оболенский (р. 25 октября 1949, Тюмень), подполковник, кандидат медицинских наук. Внучка — Марианна.

## Награды и почётные звания
Советские и российские государственные
- Медаль «За оборону Москвы»
- Медаль «За победу над Германией в Великой Отечественной войне 1941—1945 гг.»
- Почётное звание «Почётный работник Министерства тяжелого и транспортного машиностроения»
- Медаль «50 лет Победы в Великой Отечественной войне 1941-1945 гг.»
- Юбилейная медаль «60 лет Победы в Великой Отечественной войне 1941—1945 гг.»
- Юбилейная медаль «65 лет Победы в Великой Отечественной войне 1941—1945 гг.»
- Юбилейная медаль «70 лет Победы в Великой Отечественной войне 1941—1945 гг.»
- Медаль «В память 850-летия Москвы»
- Медаль «За укрепление боевого содружества» (Министерство обороны России)[4]

Церковные награды
- Орден святого благоверного князя Даниила Московского 3 степени
- Орден преподобного Сергия Радонежского 2 степени [4]

Награды Российского Императорского Дома
- Орден Святого Станислава 1 степени (2003)
- Орден Святой Анны 1 степени (2008)[5]
- Орден Святого Владимира 2 степени (2013)[4]

Награды королевских домов
- Кавалер Большого креста Португальского королевского Ордена Крыла Святого Михаила
- Кавалер Большого креста Итальянского королевского Ордена Святых Маврикия и Лазаря

Общественные награды
- Серебряный знак Императорского Православного Палестинского общества[6].
- Крест Российского дворянского собрания.

## Предки
1. Рюрик, князь Новгородский (? — 879)
2. Игорь Рюрикович, Великий князь Киевский (? — 945)
3. Святослав Игоревич, Великий князь Киевский (942—972)
4. Владимир Святой, Великий князь Киевский (960 — 1015)
5. Ярослав Мудрый, Великий князь Киевский (978 — 1054)
6. Святослав Ярославович, Великий князь Киевский (1027 — 1076)
7. Олег Святославович («Гориславич»), Князь Тмутараканский и Черниговский (? — 1115)
8. Всеволод Ольгович, Великий князь Киевский (1094 — 1146)
9. Святослав Всеволодович, Великий князь Киевский (? — 1194)
10. Всеволод Святославич Чермный, Великий Князь Киевский (? — 1215)
11. Святой князь Михаил Всеволодович (1179 — 1246)
12. Юрий Михайлович, Князь Оболенский и Торусский[комментарий 1]
13. Князь Константин Юрьевич Оболенский
14. Князь Иван Константинович Оболенский
15. Князь Константин Иванович Оболенский (? — 1368)
16. Князь Иван Константинович Оболенский
17. Князь Семён Иванович Оболенский
18. Князь Константин Семёнович Оболенский
19. Князь Михаил «Сухорукий» Константинович Оболенский
20. Князь Василий Михайлович Оболенский
21. Князь Борис Васильевич Оболенский
22. Князь Андрей Борисович Оболенский
23. Князь Венедикт Андреевич Оболенский
24. Князь Матвей Венедиктович Оболенский (ум. 1687)
25. Князь Михаил Матвеевич Оболенский
26. Князь Александр Михайлович Оболенский (1712 — ?)
27. Князь Петр Александрович Оболенский (1743—1822)
28. Князь Николай Петрович Оболенский (1775—1820)
29. Князь Григорий Николаевич Оболенский (1811—1877)
30. Князь Андрей Григорьевич Оболенский (1843—1921)
31. Князь Сергей Андреевич Оболенский (1889—1942)
32. Князь Андрей Сергеевич Оболенский (1923—2017)